# Lepadogaster zebrina
Lepadogaster zebrina är en fiskart som beskrevs av Lowe, 1839. Lepadogaster zebrina ingår i släktet Lepadogaster och familjen dubbelsugarfiskar. Inga underarter finns listade i Catalogue of Life.